# Tradescantia brevifolia
Tradescantia brevifolia är en himmelsblomsväxtart som först beskrevs av John Torrey, och fick sitt nu gällande namn av Joseph Nelson Rose. Tradescantia brevifolia ingår i släktet båtblommor, och familjen himmelsblomsväxter. Inga underarter finns listade.

## Bildgalleri

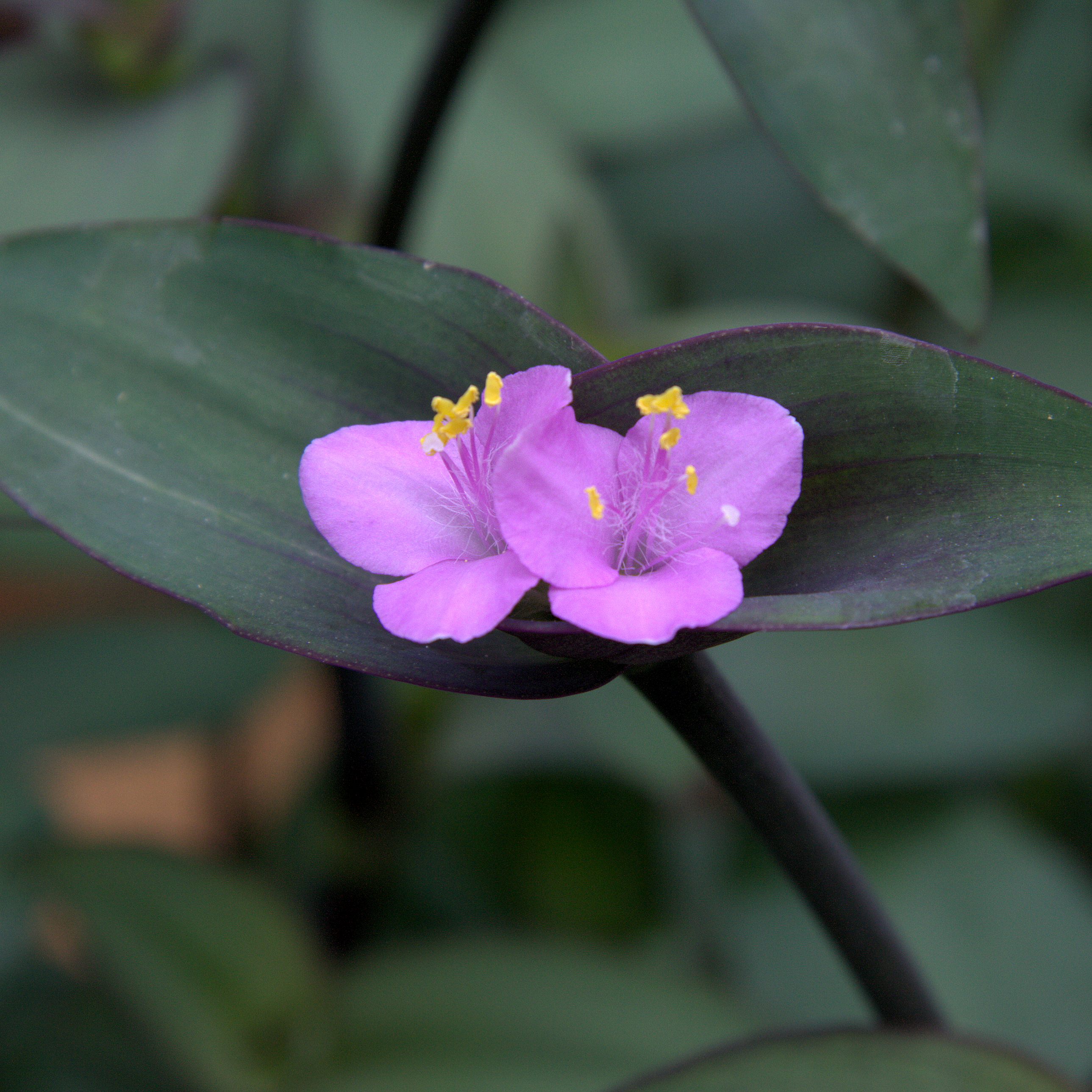